# Anguipecten lamberti
Anguipecten lamberti is een tweekleppigensoort uit de familie van de Pectinidae. De wetenschappelijke naam van de soort is voor het eerst geldig gepubliceerd in 1874 door Souverbie in Souverbie & Montrouzier.